# لشکر ۲۵ نیروهای ویژه سوریه
لشکر ۲۵ نیروهای ویژه سوریه (عربی: قُوَّات النِّمْر) تیپ نیروهای ویژه و ضدتروریسم زیرمجموعه نیروی زمینی سوریه است، که در سال ۲۰۱۳ تأسیس شد.